# Balmazújváros
Balmazújváros (în română Bâlmașuivăroș) este un oraș în districtul Balmazújváros, județul Hajdú-Bihar, Ungaria, având o populație de 17.792 de locuitori (2011). 

## Demografie
Componența etnică a orașului Balmazújváros
     Maghiari (90,69%)
     Romi (7,93%)
     Necunoscut (0,26%)
     Alții (1,12%)
Componența confesională a orașului Balmazújváros
     Fără religie (49,99%)
     Reformați (21,7%)
     Romano-catolici (5,49%)
     Atei (1,85%)
     Necunoscută (20,57%)
     Alte religii (1,34%)
Conform recensământului din 2011 orașul Balmazújváros avea 17.792 de locuitori. Din punct de vedere etnic majoritatea locuitorilor (90,69%) erau maghiari, cu o minoritate de romi (7,93%). Apartenența etnică nu este cunoscută în cazul a 0,26% din locuitori. Nu există o religie majoritară, locuitorii fiind persoane fără religie (49,99%), reformați (21,7%), romano-catolici (5,49%) și atei (1,85%). Pentru 20,57% din locuitori nu este cunoscută apartenența confesională.